# Campeonato de Apertura do Chile
O Campeonato de Apertura do Chile foi uma competição oficial de copa doméstica de futebol profissional que se disputava anualmente entre clubes do Chile, em forma prévia ao campeonato oficial de Primeira Divisão.
Foi organizado pela Liga Profissional de Futebol de Santiago (LPF) em 1933, pela Seção Profissional da Associação de Football de Santiago em 1934, pela Associação de Futebol Profissional em 1937 e pela Associação Central de Futebol (ACF) desde 1938, antecessoras da atual Associação Nacional de Futebol Profissional do Chile (ANFP) e pertencentes à Federação de Futebol de Chile. Deixou de disputar-se em 1950, dando passo em 1958 à Copa Chile.
O último campeão foi Santiago Morning, sendo também a equipe com mais títulos, junto com Colo-Colo, com três ao todo.

## Campeões
| Ano  | Campeão               | Placar da final  | Vice-campeão         | Ref.   |
| ---- | --------------------- | ---------------- | -------------------- | ------ |
| 1933 | Colo-Colo (1)         | 2 - 1            | Unión Española       | [ 2 ]  |
| 1934 | Santiago (1)          | 4 - 2            | Colo-Colo            | [ 3 ]  |
| 1937 | Magallanes (1)        | 2 - 0            | Audax Italiano       | [ 4 ]  |
| 1938 | Colo-Colo (2)         | 3 - 1            | Audax Italiano       | [ 5 ]  |
| 1940 | Colo-Colo (3)         | 3 - 2            | Universidad de Chile | [ 6 ]  |
| 1941 | Audax Italiano (1)    | 2 - 1            | Magallanes           | [ 7 ]  |
| 1942 | Santiago National (1) | 3 - 2            | Badminton            | [ 8 ]  |
| 1944 | Santiago Morning (1)  | 1 - 1 (3-2 esc.) | Audax Italiano       | [ 9 ]  |
| 1947 | Unión Española (1)    | 2 - 0            | Iberia               | [ 10 ] |
| 1949 | Santiago Morning (2)  | 1 - 0            | Santiago Wanderers   | [ 11 ] |
| 1950 | Santiago Morning (3)  | 2 - 2 (pen.)     | Audax Italiano       | [ 12 ] |

## Títulos por equipe
| Clube                | Títulos | Vices | Anos como campeão | Anos como vice-campeão |
| -------------------- | ------- | ----- | ----------------- | ---------------------- |
| Colo-Colo            | 3       | 1     | 1933, 1938, 1940  | 1934                   |
| Santiago Morning     | 3       | 0     | 1944, 1949, 1950  |                        |
| Audax Italiano       | 1       | 4     | 1941              | 1937, 1938, 1944, 1950 |
| Magallanes           | 1       | 1     | 1937              | 1941                   |
| Unión Española       | 1       | 1     | 1947              | 1933                   |
| Santiago             | 1       | 0     | 1934              |                        |
| Santiago National    | 1       | 0     | 1942              |                        |
| Universidad de Chile | 0       | 1     |                   | 1940                   |
| Badminton            | 0       | 1     |                   | 1942                   |
| Iberia               | 0       | 1     |                   | 1947                   |
| Santiago Wanderers   | 0       | 1     |                   | 1949                   |